# Лорето (Анкона)
Лорето (итал. Loreto) насеље је у Италији у округу Анкона, региону Марке.
Према процени из 2011. у насељу је живело 7212 становника. Насеље се налази на надморској висини од 92 м.

## Становништво
Према резултатима пописа становништва 2011. у општини је живело 12.533 становника.
| 1936. | 1951. | 1961. | 1971. | 1981.  | 1991.  | 2001.  | 2011.  |
| ----- | ----- | ----- | ----- | ------ | ------ | ------ | ------ |
| 7.081 | 8.097 | 8.565 | 9.626 | 10.642 | 10.780 | 11.280 | 12.533 |

## Партнерски градови
- Мариацел
- Алтетинг
- Ченстохова
- Назарет
- Истра
- Tukums Municipality
- Лурд
- Фатима